# Lippo Plaza
Le Lippo Plaza est un gratte-ciel de 204 mètres construit en 1998 à Shanghai en Chine.